# Ардеш (департамент)
 Тази статия е за департамента във Франция.  За реката вижте Ардеш.  
Ардеш (на френски: Ardèche) е департамент в регион Оверн-Рона-Алпи, южна Франция. Образуван е през 1790 година от практически цялата територия на старата провинция Виваре, като получава името на река Ардеш. Площта му е 5529 км², а населението – 325 383 души (2016). Административен център е град Прива.